# Parotosuchus
Parotosuchus es un género extinto de temnospóndilos que vivieron a comienzos del período Triásico. Sus fósiles se han hallado en Europa, África y la Antártida. Medía cerca de 2 metros de largo y probablemente vivía en ambientes acuáticos como lagos y ríos. Parotosuchus estaba cubierto con una piel escamosa, a diferencia de la piel lisa de los anfibios modernos, y probablemente se movía de forma similar a una anguila en el agua.

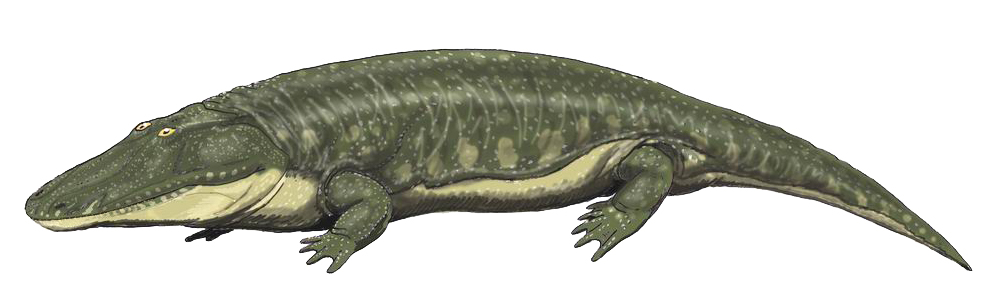
Reconstrucción de Parotosuchus orenburgensis

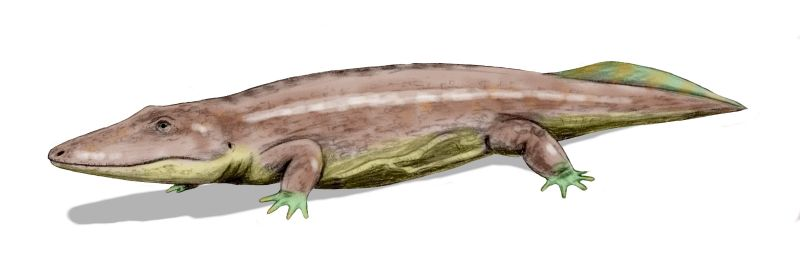
Reconstrucción de Parotosuchus sp.

Parotosuchus fue nombrado en principio Parotosaurus. Sin embargo, el nombre Parotosaurus había sido usado para un género de escincos, y en 1968 se propuso el nombre Parotosuchus como reemplazo. El nombre Archotosaurus fue propuesto también como nombre de reemplazo en 1976, aunque el autor que lo propuso no había caído en cuenta de que Parotosuchus ya estaba en uso. Debido a que Parotosuchus fue instaurado antes que Archotosaurus, este tiene la prioridad.